# 黄色的基督
黄色的基督（法语：Le Christ jaune）是高更于1889年秋天在蓬塔旺（Pont-Aven）创作的绘画作品。这幅画和《绿色的基督》，都被认为是象征主义绘画的关键作品。
1886年，高更第一次来到布列塔尼地区的阿旺桥。1888年初，他回到这个村庄，直到10月中旬，前往阿尔勒与梵高会合。2个月后，高更返回阿旺桥，一直逗留到1890年春天。中间只在1889年夏天赴巴黎参观世界博览会。在他回到阿旺桥不久，开始创作《黄色的基督》。

## 相关图片

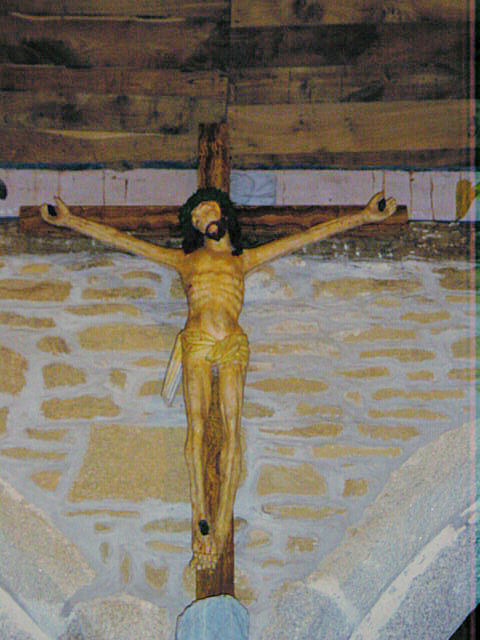
阿旺桥特雷马洛圣母小堂苦像木雕，189 x 133 cm
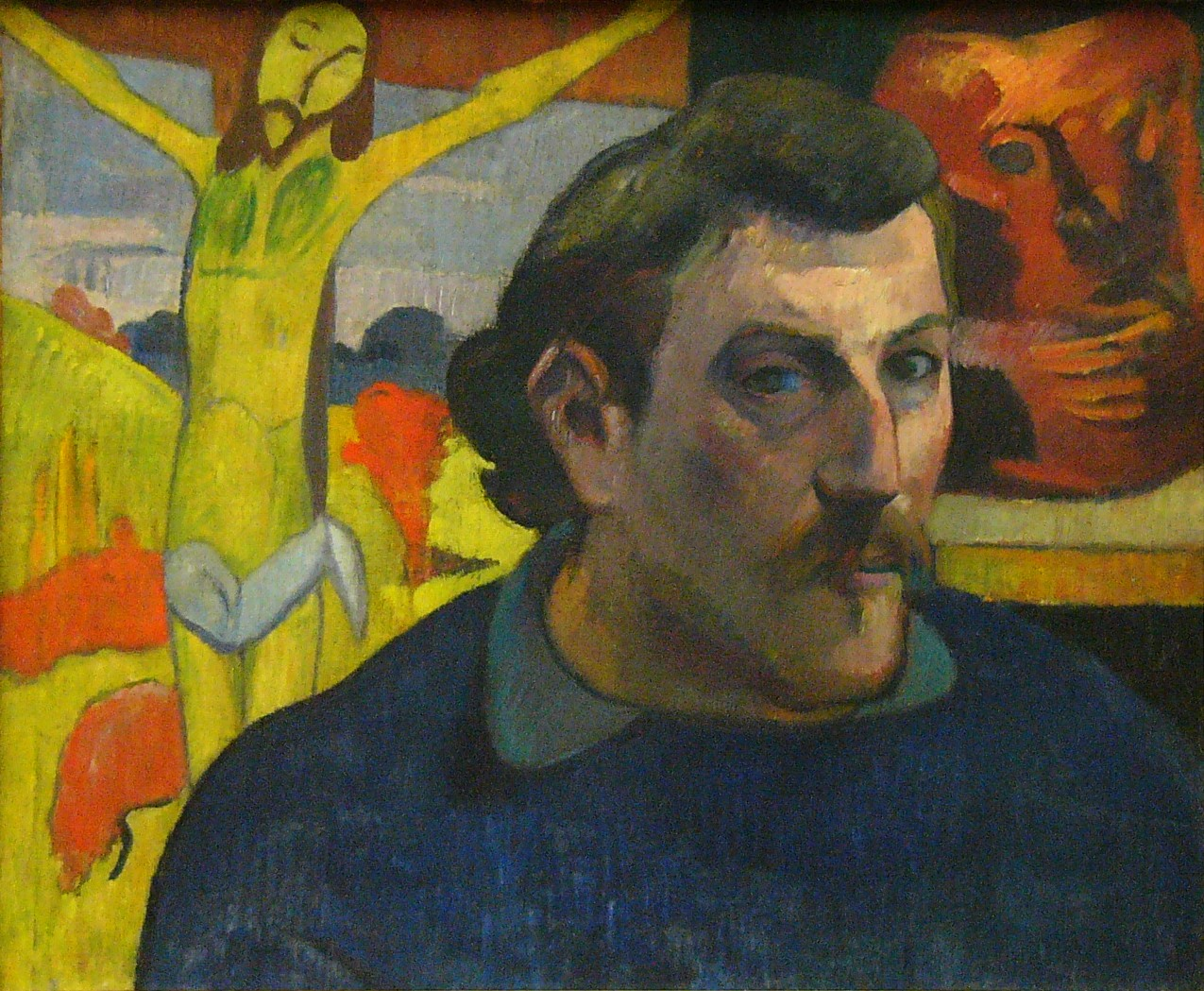
《与黄色的基督在一起的高更自画像》（Autoportrait au Christ jaune），1890-1891，38x46cm，巴黎奥塞美术馆